# ブドゥフ語
ブドゥフ語（ブドゥフ語:Будад мез、アゼルバイジャン語:Buduq dili、英:Budukh language）は、北東コーカサス語族で、クリツ語と同じ南サムール諸語に属し、アゼルバイジャンのグバ県で話されている言語である。また、約1000人いるブドゥフ人のうち約200人が話す。